# Чемерин (Білорусь)
Чеме́рин (біл. Чамярын) — село в Білорусі, у Пінському районі Берестської області. Входить до складу Порецької сільської ради (в 1940—1954 - Чемеринська сільська рада).

## Географія
Село розташоване в 19 кілометрах від автошляху Іванцевичі — Пінськ — Столин і в 36 від районного центру Пінська, на березі річки Ясельди.
За переписом 2019 року, населення становить 150 жителів.

## Історія
- 1495 р. — перша згадка;
- 1654 р. — Терлецькі продають частину маєтку;
- 1671 р. — друга частина переходить каштеляну Орді. Пізніше - до Скірмунтів;
- 1920—1939 рр. — (у міжвоєнний період) входило до складу Польщі (Другої Речі Посполитої), до Поліського воєводства, Пінського повіту, до гміни Пожече (укр. Поріччя, біл. Парэчча, пол. Porzecze);
- 1940—1954 рр. — окрема Чемеринська сільська рада, куди увійшло село Тобулки та близькі хутори;
- після 1954 р. — село належить до Поріцької сільської ради.

Галерея
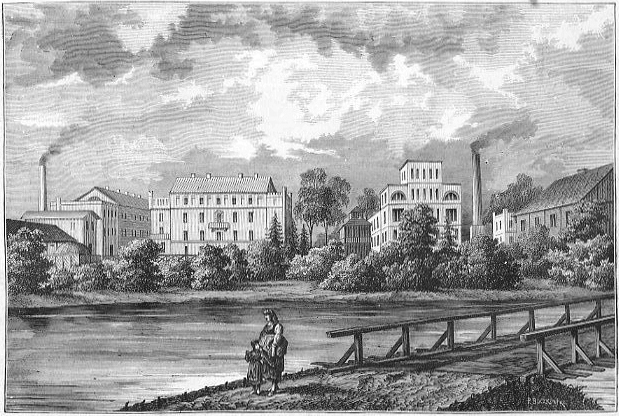
Промислові підприємства в маєтку Скірмунтів 1878 р
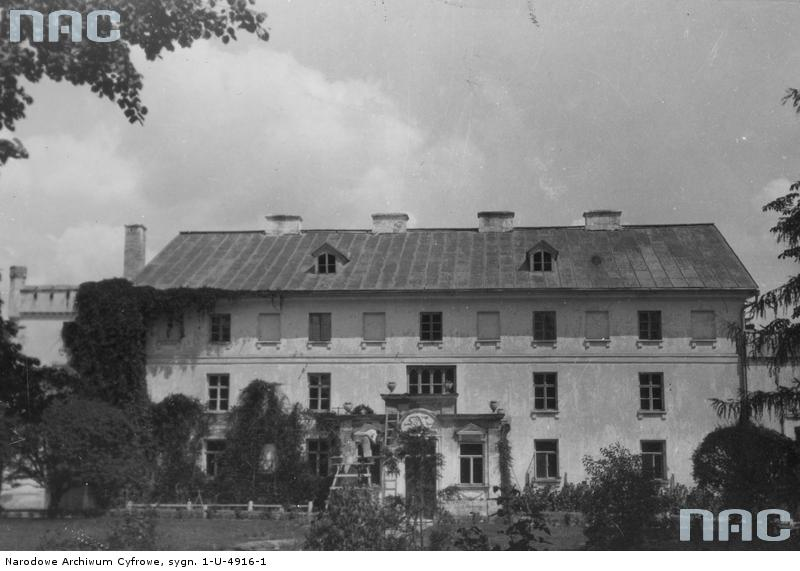
Садиба Скірмунтів. 1915 р.
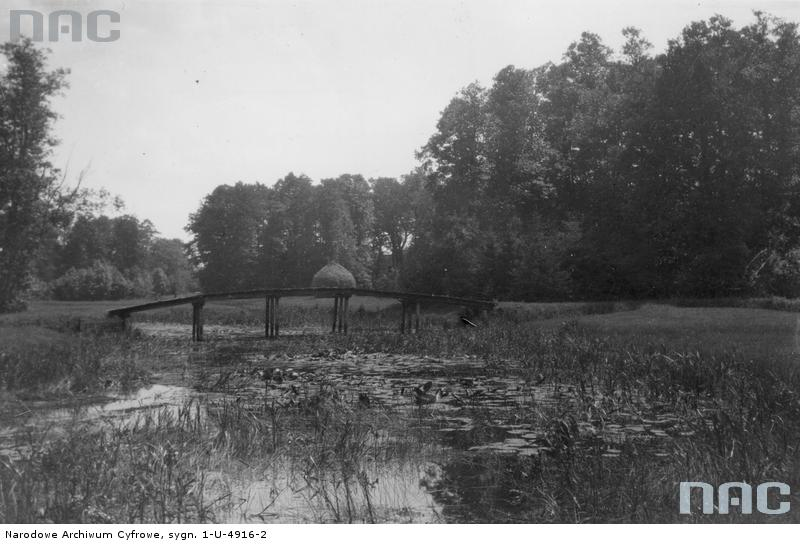
Парк у маєтку Скірмунтів. 1915 р.
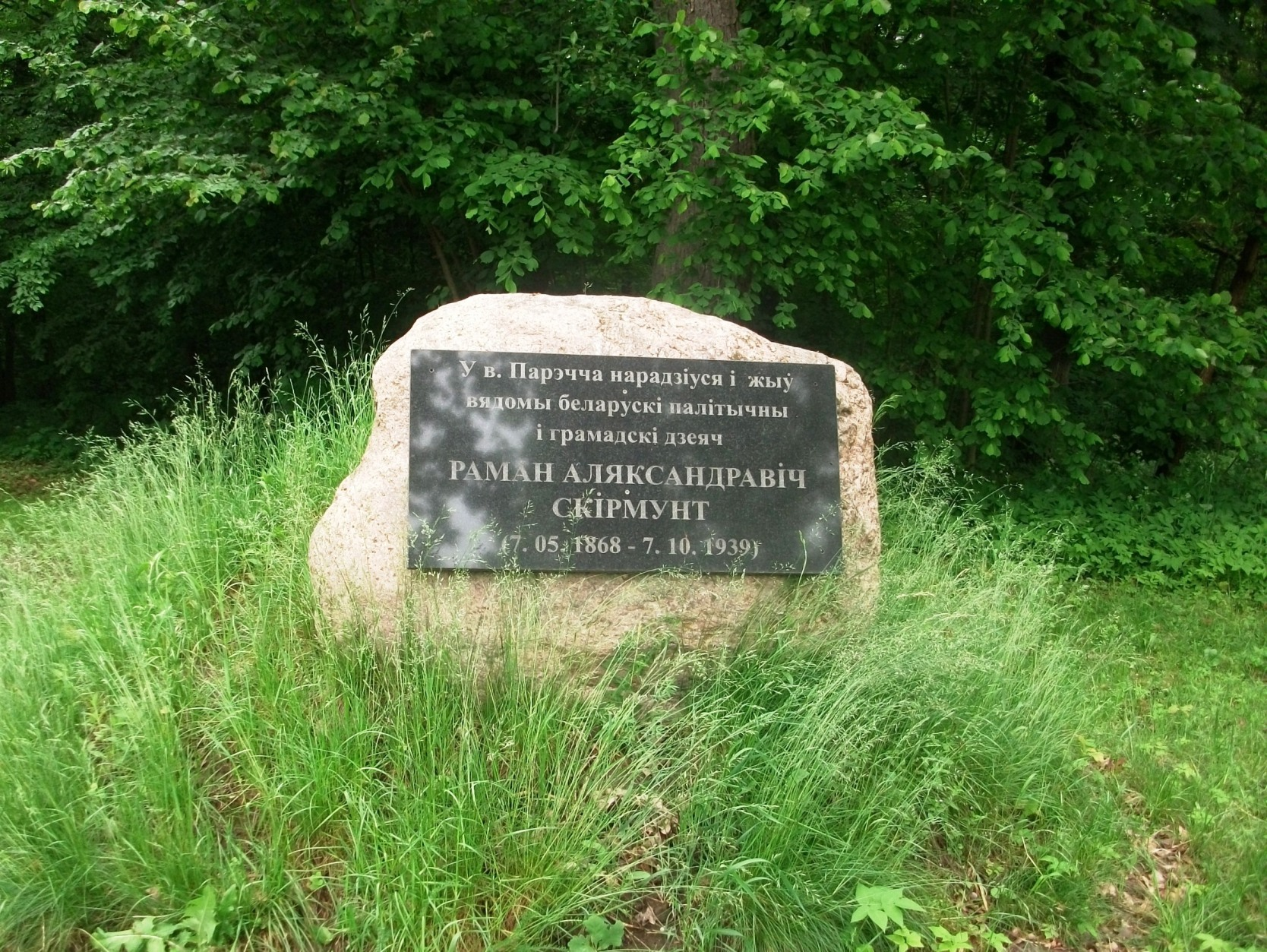
Пам'ятник Роману Скірмунту